# Liste der Naturschutzgebiete in der Stadt Rostock
In der Stadt Rostock gibt es fünf Naturschutzgebiete.
| Name des Gebietes         | Bild           | Kennung | WDPA   | Landkreis / Stadt                | Beschreibung / Bemerkungen | Standort | Fläche in Hektar | Datum der Verordnung |
| ------------------------- | -------------- | ------- | ------ | -------------------------------- | -------------------------- | -------- | ---------------- | -------------------- |
| Heiligensee und Hütelmoor | weitere Bilder | N 32    | 14325  | Stadt Rostock                    |                            | Position | 540              | 1961                 |
| Radelsee                  | weitere Bilder | N 243   | 165081 | Stadt Rostock                    |                            | Position | 218              | 1993                 |
| Schnatermann              | weitere Bilder | N 44    | 165443 | Stadt Rostock                    |                            | Position | 54               | 1961                 |
| Stoltera                  | weitere Bilder | N 11    | 165755 | Stadt Rostock                    |                            | Position | 74               | 1939                 |
| Unteres Warnowland        | weitere Bilder | N 224   | 319248 | Landkreis Rostock, Stadt Rostock |                            | Position | 1162             | 2001                 |

## Quelle
- Landesamt für Umwelt, Naturschutz und Geologie Mecklenburg-Vorpommern, Liste der Naturschutzgebiete (Version vom 31. Dezember 2015)
- Common Database on Designated Areas Datenbank, Version 14